# Achyropsis leptostachya
Achyropsis leptostachya là loài thực vật có hoa thuộc họ Dền. Loài này được (E.Mey. ex Meisn.) Benth. & Hook.f. ex B.D.Jacks. mô tả khoa học đầu tiên năm 1893.